# Campylocera squalida
Campylocera squalida är en tvåvingeart som först beskrevs av Walker 1861.  Campylocera squalida ingår i släktet Campylocera och familjen Pyrgotidae. Inga underarter finns listade i Catalogue of Life.